# Tropico 6
Tropico 6 és un joc de construcció, gestió i simulació política de la sèrie Tropico, desenvolupat per Limbic Entertainment, publicat per Kalypso Media i anunciat a l'E3 2017. Tot i que havia de fer-se el llançament el 2018, no va ser fins al març de 2019 que Tropico 6 es va publicar Microsoft Windows, macOS i Linux, i per a PlayStation 4 i Xbox One el setembre de 2019. També per a Nintendo Switch el novembre de 2020, i a PlayStation 5 i Xbox Series X/S el març de 2022.

## Joc
Com en els altres jocs de la sèrie, el jugador assumeix el paper de "El Presidente", el líder de la nació insular caribenya de Tropico. De la mateixa manera que Tropico 5, hi ha quatre èpoques: l'època colonial, l'època de les guerres mundials, l'època de la guerra freda i l'era moderna. A diferència dels jocs anteriors de la sèrie, on Tropico constava només d'una illa, Tropico 6 permet als jugadors construir sobre un arxipèlag d'illes més petites, permetent als jugadors construir ponts (a l'època de les Guerres Mundials i posteriors) des de la seva illa inicial fins a les altres illes. Segons el dissenyador de contingut sènior Johannes Pfeiffer, Tropico 6 tindrà ciutadans "completament simulades", on les accions del govern d'El Presidente cap a la ciutadania podrien tenir un efecte en la productivitat, i possiblement fins i tot provocar una revolta. A més de personalitzar el seu propi El Presidente (com a home o dona), els jugadors també poden personalitzar el palau presidencial.